# Mashami
Le mashami ou kimashami est une langue bantoue parlée en Tanzanie.